# Manny Mori
Emanuel "Manny" Mori (født 25. december 1948) er tidligere præsident for Federated States of Micronesia (Mikronesien).
Mori var præsident fra 2007 til 2015 og blev valgt til præsidentposten af østatens parlament (Congressen) den 11. maj 2007, hvorefter han blev taget i ed samme dag. Han afløste Joseph Urusemal som landets præsident.
Mori har været medlem af Mikronesiens parlament Congressen siden 1999. Lige som alle andre politikere i den lille østat var Manny Mori opstillet som individuel kandidat, da der ikke eksisterer egentlige politiske partier.
Mori blev afløst som præsident den 11. maj 2015 af Peter M. Christian.